# بوتسودان

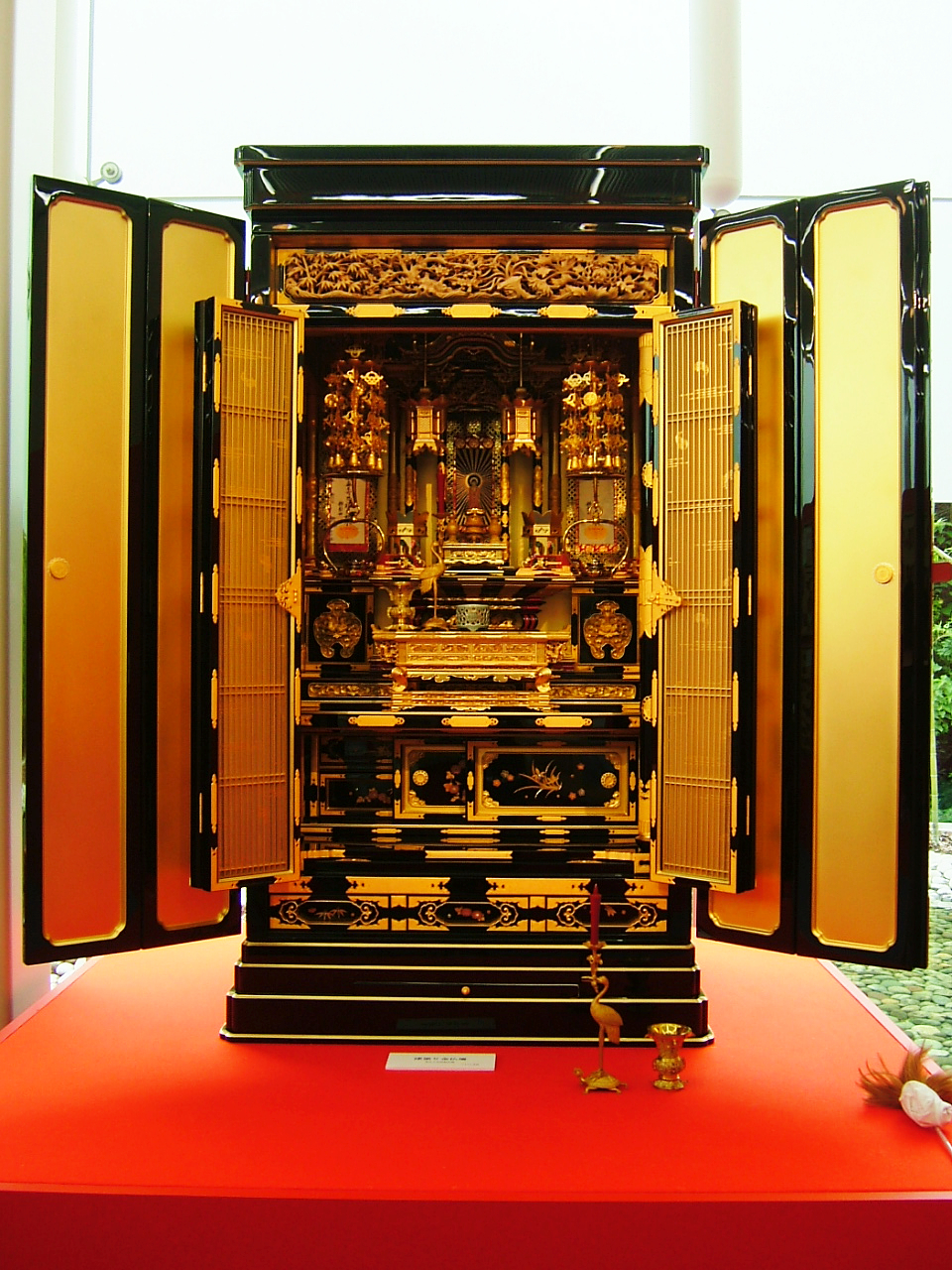
بوتسودان مزخرف بأبواب مفتوحة تعرض بوذا أميدا. البوتسودان في التقليد البوذي Jodo Shinshu.

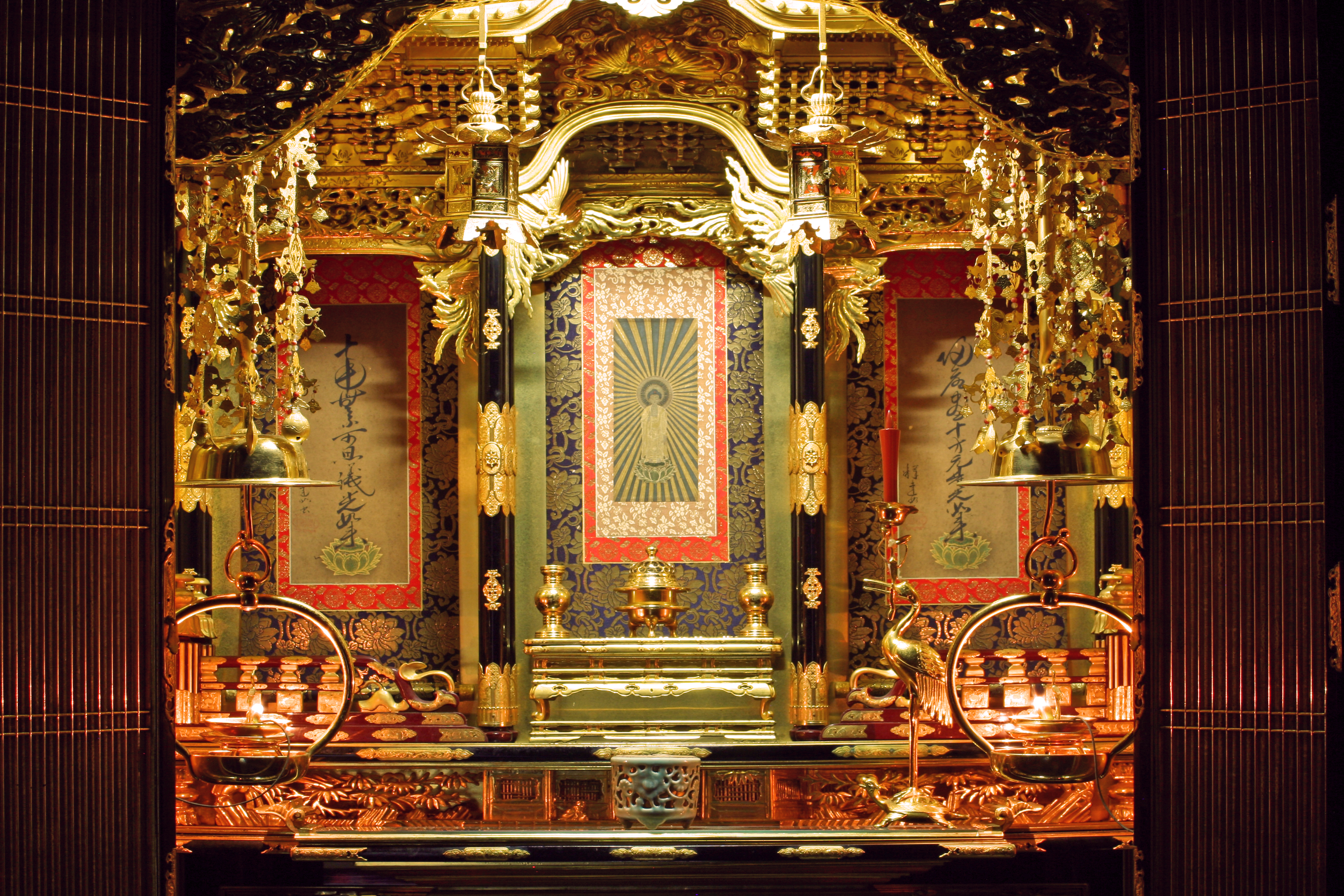
منظر مقرب لمذبح داخلي مع مخطوط بوذا مرسوم.

البوتسودان، التي يتم تهجئتها في بعض الأحيان بوتودان (仏壇، حرفيا " المذبح البوذي")، هي مزارات شائعة في المعابد والمنازل في الثقافات البوذية اليابانية. والبوتسودان هو إما منصة مزخرفة في كثير من الأحيان أو ببساطة خزانة خشبية مُصنَّعة بأبواب تحيط وتحمي رمزالغوهونزون أو الأيقونة الدينية، وعادةً ما تكون عبارة عن تمثال أو لوحة لبوذا أو بوديساتفا، أو مخطوطة ماندالا.
إذا كانت هناك أبواب مستخدمة، فإن البوتسودان تحتفظ بقدسية الغوهونزون أثناء التأمل الديني، وتغلق بعد الاستخدام. وفي حالة عدم وجود أبواب، يتم وضع إما قطعة من الديباج أو القماش الأبيض في بعض الأحيان لحفظ مجاله المقدس. وتربط المعتقدات اليابانية التقليدية البوتسودان بأنه إما منزل بوذا، أو بوديساتفا وكذلك الأقارب المتوفين يسكنون فيه. في بعض الطوائف البوذية، عندما يتم استبدال البوتسودان أو إصلاحه من قبل الأسرة، يتبعه حفل إعادة حفظ القدسية.
عادةً ما يحتويالبوتسودان على مجموعة من الملحقات الدينية الفرعية، تسمى بوتسوغو، مثل الشمعدانات، والمبخرة، والأجراس، ومنصات لوضع قرابين مثل الفاكهة أو الشاي أو الأرز. كما تضع بعض الطوائف البوذية ألواحالإيهاي التذكارية، رماد المتوفى أوكاكوشو (سجلات الموت للأقارب المتوفين) داخل أو بالقرب من البوتسودان. يشار إلى المساحة المحددة التي يوضع فيها البوتسودان باسم بوتسوما.
يستخدم البوتسودان لاظهار الاحترام لأفراد الأسرة المتوفين.

## العلاقات الاجتماعية الروحية
يُنظر إلى البوتسودان عادةً على أنه جزء أساسي في حياة الأسرة اليابانية التقليدية لأنه مركز الإيمان الروحي داخل الأسرة، وخاصة في التعامل مع وفاة أفراد الأسرة أو التفكير في حياة الأجداد. ويصدق هذا بشكل خاص في العديد من القرى الريفية اليابانية، حيث من الشائع أن تمتلك أكثر من 90% من الأسر بوتسودان في المنزل، بحيث تتناقض مع المناطق الحضرية وضواحيها، حيث يمكن أن ينخفض معدل امتلاكه إلى أقل من 60٪.